# جينارو بابا
جينارو بابا (بالإيطالية: Gennaro Papa)‏ هو محامي وسياسي إيطالي، ولد في 23 مارس 1925 في إيطاليا، وتوفي في 31 ديسمبر 2018 في بينيفنتو في إيطاليا. حزبياً، نشط في الحزب الإيطالي الليبرالي. وقد انتخب عضو مجلس النواب في الجمهورية الإيطالية.